# Biała Cegielnia
Biała Cegielnia (dawn. Cegielnia) – część miasta Golubia-Dobrzynia, położona w jego południowej części.

## Historia
Dawniej samodzielna miejscowość w i gromada w gminie Sokołowo w powiecie rypińskim w województwie warszawskim. 20 października 1933 weszła w skład gromady (sołectwa) Sadykierz w gminie Sokołowo. Od 1 kwietnia 1938 w województwie pomorskim. Od 1 kwietnia 1938 w województwie pomorskim.
Po wojnie w gminie Zbójno (w gromadzie Sadykierz) w powiecie rypińskim, od 1950 w województwie bydgoskim. W związku z reformą administracyjną kraju jesienią 1954 Cegielnię wraz z Zarębą włączono do Golubia-Dobrzynia.